# Polsko na Letních olympijských hrách 1936
Polsko na Letních olympijských hrách 1936 v německém Berlíně reprezentovalo 143 sportovců, z toho 126 mužů a 17 žen. Nejmladší účastník byla Matylda Ossadnik (19 let, 149 dní), nejstarší pak Władysław Karaś (42 let, 342 dnů). Reprezentanti vybojovali 9 medailí, z toho 4 stříbrné a 5 bronzových.

## Medailisté
| Medaile | Jméno                                         | Sport             | Disciplína                                     |
| ------- | --------------------------------------------- | ----------------- | ---------------------------------------------- |
| Stříbro | Jadwiga Wajsová                               | atletika          | Ženy hod diskem                                |
| Stříbro | Stanisława Walasiewiczová                     | atletika          | Ženy běh na 100 m                              |
| Stříbro | Zdzisław Kawecki Henry Leliwa Seweryn Kulesza | jezdectví         | jezdecká všestrannost - družstva               |
| Bronz   | Maria Kwaśniewská                             | atletika          | Ženy hod oštěpem                               |
| Bronz   | Władysław Karaś                               | sportovní střelba | Muži 50 metrů libovolná malorážka 60 ran vleže |
| Bronz   | Roger Verey Jerzy Ustupski                    | veslování         | Muži dvojskif                                  |